# Placówka Straży Celnej „Doręgowice”

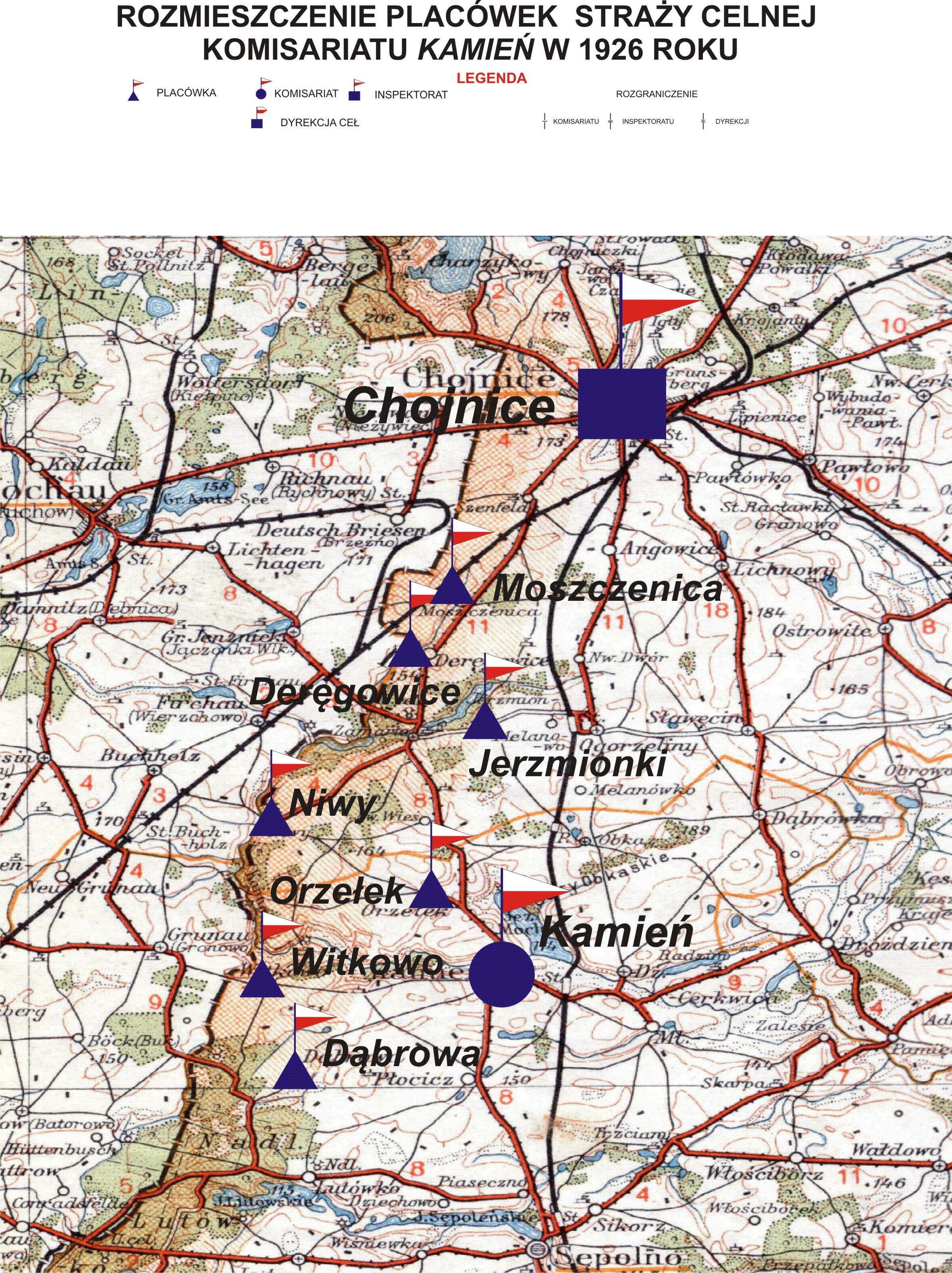
Rozmieszczenie placówek Straży Celnej komisariatu „Kamień”

Placówka Straży Celnej „Doręgowice” – jednostka organizacyjna Straży Celnej pełniąca w okresie międzywojennym służbę ochronną na granicy polsko-niemieckiej.

## Formowanie i zmiany organizacyjne
Na wniosek Ministerstwa Skarbu, uchwałą z 10 marca 1920 roku, powołano do życia Straż Celną. Od połowy 1921 roku jednostki Straży Celnej rozpoczęły przejmowanie odcinków granicy od pododdziałów Batalionów Celnych. Proces tworzenia Straży Celnej trwał do końca 1922 roku. Placówka Straży Celnej „Doręgowice” weszła w podporządkowanie komisariatu Straży Celnej „Kamień Pomorski” z Inspektoratu SC „Chojnice”.
W drugiej połowie 1927 roku przystąpiono do gruntownej reorganizacji Straży Celnej. W praktyce skutkowało to rozwiązaniem tej formacji granicznej. Ochronę północnej, zachodniej i południowej granicy państwa przejęła powołana z dniem 2 kwietnia 1928 roku Straż Graniczna. W strukturach nowo powstałej formacji nie odtworzono placówki „Doręgowice”.

## Funkcjonariusze placówki
Kierownicy placówki
| stopień    | imię i nazwisko, numer | okres pełnienia służby | kolejne stanowisko |
| ---------- | ---------------------- | ---------------------- | ------------------ |
| przodownik | Jan Maciejewski (2006) | był w 1926             |                    |

Obsada personalna placówki w 1926:
- przodownik Jan Maciejewski (2006)
- starszy strażnik Wawrzyn Królak (656)
- strażnik Franciszek Jerzewski (1772)
- strażnik Władysław Wróblewski (3113)
- strażnik Wojciech Tarnowski (3116)
- strażnik Bolesław Apostołowicz (3121)